# Élections législatives sud-coréennes de 2020
Les élections législatives sud-coréennes de 2020 ont lieu le 15 avril 2020 afin de renouveler les 300 membres de l'Assemblée nationale, le parlement de la Corée du Sud.
Le scrutin a lieu peu après une modification de la loi électorale ayant amené les principaux partis à créer de petites formations sœurs, ainsi que dans le contexte plus large de la pandémie de Covid-19, dont la bonne gestion par le Parti démocrate du président Moon Jae-in entraîne un rebond de popularité du gouvernement sortant. Le parti démocrate remporte ainsi une nette victoire qui lui permet de passer d'une majorité relative des sièges au Parlement à une majorité absolue.

## Système électoral

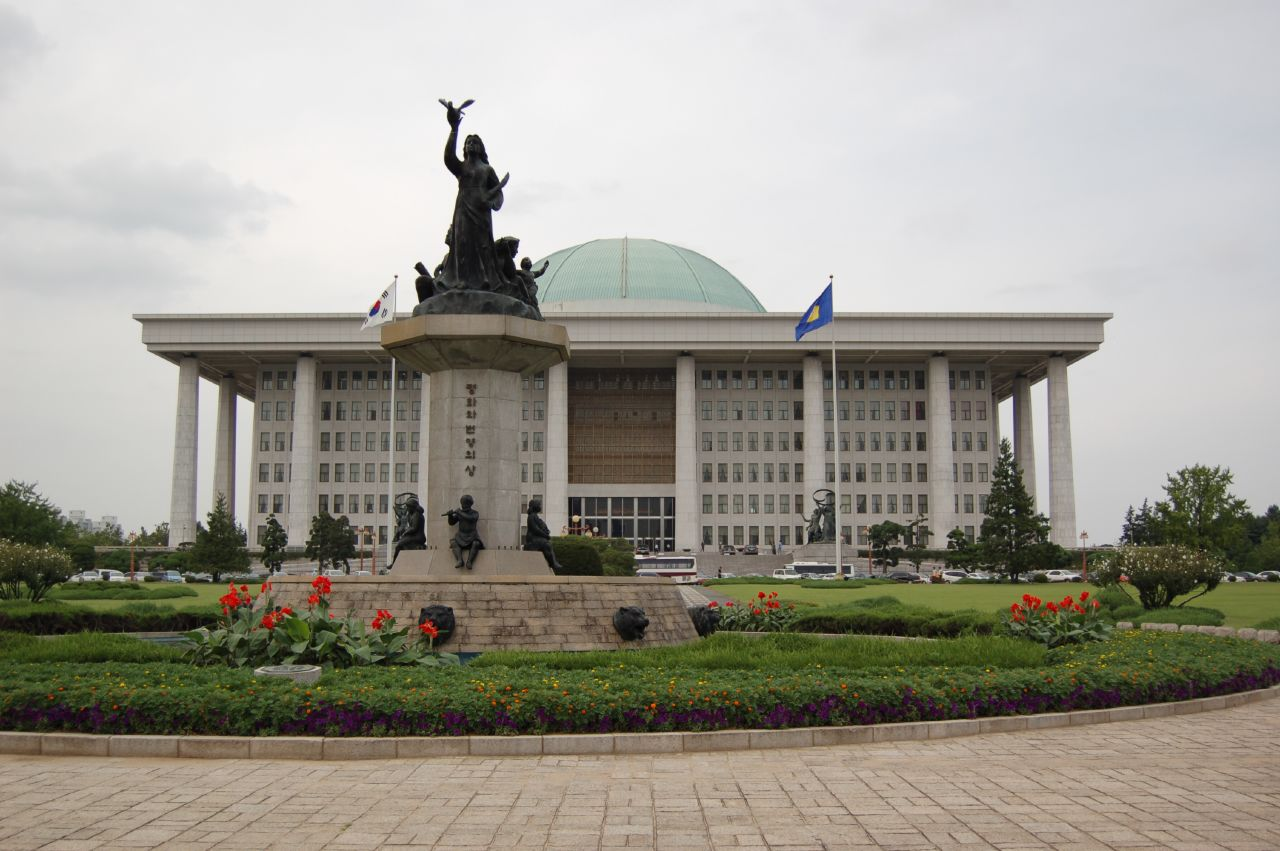
Siège de l'Assemblée nationale à Séoul.

La Corée du Sud est dotée d'un parlement unicaméral, l'Assemblée nationale, composé de 300 sièges pourvus pour quatre ans selon un système mixte. Sur ce total, 253 sièges sont ainsi pourvus au scrutin uninominal majoritaire à un tour dans autant de circonscriptions. Les 47 sièges restants sont pourvus au scrutin proportionnel plurinominal avec listes fermées et seuil électoral de 3 % dans une unique circonscription nationale. Après décomptes des voix, les sièges à la proportionnelle sont répartis en appliquant le quota de Hare et au plus fort reste entre tous les partis ayant franchi le seuil électoral ou obtenu au moins cinq sièges majoritaire. Le droit de vote s'acquiert à 18 ans.
Le système électoral en vigueur jusqu'à ces élections consistait en un système mixte parallèle dans lequel l'intégralité des sièges à la proportionnelle s'additionnait simplement à celle par circonscription, donnant au scrutin une forte tendance majoritaire. Une récente réforme a cependant introduit le système proportionnel de compensation, dans lequel 30 des 47 sièges de la part élue à la proportionnelle sont désormais attribués aux partis dont la part des sièges obtenus au scrutin majoritaire est inférieure à leurs part des voix au niveau national à la proportionnelle, de manière à s'en rapprocher le plus possible. Ce système, qui tend vers davantage de représentativité en attribuant des sièges aux formations sous-représentées par le scrutin majoritaire est issu d'une réforme très controversée, ayant mené à de vifs débats au parlement l'année précédant le scrutin.

### Réforme de 2019

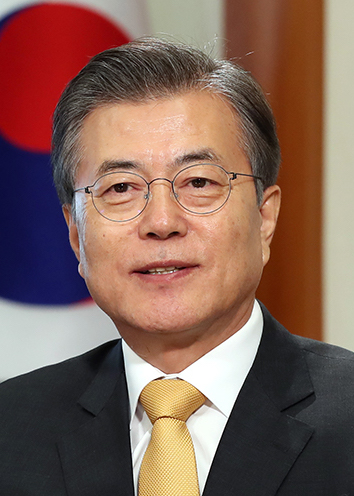
Moon Jae-in.

Une réforme électorale visant à augmenter la part proportionnelle en la fixant à 75 sièges est portée courant 2019 par le président Moon Jae-in. Ce dernier tente de faire passer la loi à temps pour le scrutin de 2020 en la faisant voter via une procédure accélérée nécessitant en retour les voix de 60 % des députés. Le projet de loi, qui comporte également un abaissement de 19 à 18 ans de l'âge d'obtention du droit de vote, est en effet victime d'obstruction parlementaire de la part du Parti de la liberté et de plusieurs députés du Parti Bareunmirae visant à empêcher son vote avant la fin de la session parlementaire le 10 décembre 2019. Le recours controversé à la procédure accélérée permet de passer outre cette date limite.
La tournure des débats finit par prendre un aspect passionné, les députés du Parti de la liberté tentant de bloquer physiquement l'accès aux séances par des sit-in à ses entrées, certains députés en venant même aux mains, entrainant l'ouverture d'une enquête judiciaire,,. Cette dernière aboutit à l'inculpation pour violences et troubles de l'ordre de plusieurs membres du parti de la liberté - dont son président Hwang Kyo-ahn et la cheffe de son groupe parlementaire, Na Kyung-won — ainsi que de quelques membres du Parti démocratique.
La nouvelle loi électorale est finalement votée le 27 décembre. Si elle conserve le même nombre de sièges qu'auparavant pour les systèmes majoritaire et proportionnels, celle-ci introduit cependant un changement significatif dans le mode de scrutin en faisant passer les deux tiers de sa part proportionnelle d'un système mixte parallèle à un système par compensation. Le Parti de la liberté déclare vouloir revenir sur cette réforme une fois au pouvoir et annonce son intention de mettre en place des petits partis « satellites » destinés à capter des sièges pourvus selon le nouveau système. Ce qu'il fait en créant le 5 février le Parti de la Corée future. Le Parti démocratique forme de son côté le Parti des citoyens ensemble le 16 mars suivant.
Le Parti de la liberté opère un changement de façade en fusionnant avec plusieurs partis mineurs pour former le Parti du futur uni. De leur côté, le Parti Bareunmirae et le Parti pour la paix et la démocratie, issus du Parti du peuple, fusionnent à leur tour pour former le Parti pour la subsistance du peuple.

## Forces en présences
| Parti | Parti                                             | Idéologie                                                                            | Chef de file  | Résultat en 2016                                          |
| ----- | ------------------------------------------------- | ------------------------------------------------------------------------------------ | ------------- | --------------------------------------------------------- |
|       | Parti du futur uni Miraetong-hap dang             | Droite à extrême droite National-conservatisme, conservatisme social, anticommunisme | Hwang Kyo-ahn | Issu du Parti de la liberté (33,5 % des voix 122 députés) |
|       | Parti démocratique de Corée Deobureominjudang     | Centre à centre gauche Social-libéralisme, libéralisme, progressisme                 | Lee Hae-chan  | 25,5 % des voix 123 députés                               |
|       | Parti pour la subsistance du peuple Minsaeng-dang | Centre à centre droit Libéral-conservatisme, conservatisme sociétal                  | Kim Jung-hwa  | Issu du Parti du peuple (26,7 % des voix 38 députés)      |
|       | Parti de la justice Jeonguidang                   | Gauche Social-démocratie, réformisme, progressisme                                   | Sim Sang-jung | 7,2 % des voix 6 députés                                  |

## Résultats
|                           |                                     |                  |                  |                  |                 |                 |                 |                 |              |               |
| Partis                    | Partis                              | Circonscriptions | Circonscriptions | Circonscriptions | Proportionnelle | Proportionnelle | Proportionnelle | Proportionnelle | Total sièges | +/-           |
| Partis                    | Partis                              | Voix             | %                | Sièges           | Voix            | %               | Sièges          | Sièges          | Total sièges | +/-           |
| Partis                    | Partis                              | Voix             | %                | Sièges           | Voix            | %               | SP              | SC              | Total sièges | +/-           |
|                           | Parti démocrate                     | 14 345 425       | 49,91            | 163              |                 |                 |                 |                 | 163          | 40            |
|                           | Parti des citoyens ensemble         |                  |                  |                  | 9 307 112       | 33,35           | 6               | 11              | 17           | Nv            |
|                           | Parti du futur uni                  | 11 915 277       | 41,45            | 84               |                 |                 |                 |                 | 84           | 38            |
|                           | Parti de la Corée future            |                  |                  |                  | 9 441 520       | 33,84           | 7               | 12              | 19           | Nv            |
|                           | Parti de la justice                 | 487 519          | 1,69             | 1                | 2 697 956       | 9,67            | 2               | 3               | 6            | en stagnation |
|                           | Parti du peuple                     |                  |                  |                  | 1 896 719       | 6,79            | 1               | 2               | 3            | Nv            |
|                           | Démocrates ouverts                  | 1 512 763        | 5,42             | 1                | 2               | 3               | Nv              |                 |              |               |
|                           | Parti pour la subsistance du peuple | 415 473          | 1,44             | 0                | 758 778         | 2,71            | 0               | 0               | 0            | 38            |
|                           | Parti chrétien de la liberté        | 7 663            | 0,02             | 0                | 513 159         | 1,83            | 0               | 0               | 0            | en stagnation |
|                           | Parti populaire                     | 172 239          | 0,59             | 0                | 295 612         | 1,05            | 0               | 0               | 0            | en stagnation |
|                           | Notre Parti républicain             | 48 603           | 0,16             | 0                | 208 719         | 0,74            | 0               | 0               | 0            | Nv            |
|                           | Parti des femmes                    |                  |                  |                  | 208 697         | 0,74            | 0               | 0               | 0            | Nv            |
|                           | Autres partis                       | 1 350 209        | 0,78             | 0                | 1 058 829       | 3,78            | 0               | 0               | 0            | -             |
|                           | Indépendants                        | 1 124 167        | 3,91             | 5                |                 |                 |                 |                 | 5            | 6             |
|                           |                                     |                  |                  |                  |                 |                 |                 |                 |              |               |
| Suffrages exprimés        | Suffrages exprimés                  | 28 741 408       | 98,70            |                  | 27 899 864      | 95,79           |                 |                 |              |               |
| Votes blancs et invalides | Votes blancs et invalides           | 380 059          | 1,30             | 1 226 532        | 4,21            |                 |                 |                 |              |               |
| Total                     | Total                               | 29 121 467       | 100              | 253              | 29 126 396      | 100             | 17              | 30              | 300          | en stagnation |
| Abstentions               | Abstentions                         | 14 872 780       | 33,81            |                  | 14 867 851      | 33,80           |                 |                 |              |               |
| Inscrits / participation  | Inscrits / participation            | 43 994 247       | 66,19            | 43 994 247       | 66,20           |                 |                 |                 |              |               |

## Analyses

Parti arrivé en tête par circonscription.

Les élections sont une large victoire pour le Parti démocratique de Corée, qui remporte à lui seul la majorité absolue des sièges, et frôle celle des voix au niveau national, sans même nécessiter le soutien des 17 sièges de sa formation sœur, le Parti des citoyens ensemble. Le Parti du futur uni est nettement distancé avec seulement 84 sièges, presque moitié moins que son rival, bien que sa formation sœur, le Parti de la Corée future, soit arrivé de justesse en tête au scrutin proportionnel, totalisant 19 sièges. La stratégie électorale des deux principales formations politique du pays est par ailleurs un net succès : en mettant en place des petit partis affiliés ne se présentant qu'au scrutin de liste, tout en ne présentant eux-mêmes des candidats que dans les circonscriptions au scrutin majoritaire, les deux camps parviennent à cumuler un nombre élevé de sièges compensatoires, que leurs résultats au scrutin majoritaire ne leur auraient pas permis d'obtenir pour eux-mêmes. Le taux de participation de 66,19 % est par ailleurs le plus élevé depuis 1992, une performance d'autant plus remarquable que le scrutin se tient en pleine pandémie de Covid-19.
Cette dernière se révèle être indirectement la cause principale de la victoire du parti démocratique. Alors que le parti du président Moon Jae-in se trouvait empêtré depuis plusieurs mois dans des scandales d'abus de pouvoir aggravés par de mauvais résultats en matière économique et une politique étrangère vivement critiquée pour sa supposée complaisance envers le voisin nord coréen, sa gestion jugée excellente de la crise sanitaire est à l'origine d'un renversement d'opinion. La Corée est alors l'un des seuls pays développé à avoir endigué la progression du coronavirus sans recourir à un confinement total de sa population, optant pour une stratégie de dépistage massif et de confinement sélectif des seules personnes entrées en contact avec les malades. De 41 % d'opinions favorables à la fin du mois de janvier, Moon Jae-in remonte ainsi à 57 % une semaine avant le scrutin. Outre la gestion de la pandémie en elle-même, reconnue à l'international, le président parvient à faire de celle-ci la base d'un programme économique en la présentant comme une occasion de restructurer l'économie coréenne autour des nouvelles technologies et de la biopharmacie,.
L'organisation des élections en pleine pandémie est remarquée, la quasi-totalité des pays touchés ayant reporté leurs scrutins respectifs. Outre le port du masque obligatoire et le respect de distance de sécurité dans les bureaux de vote, leurs personnels procèdent à la prise de température systématique des électeurs, redirigeant ceux ayant de la fièvre vers des urnes séparées et désinfectées après chaque passage. Pour chacun des électeurs, le vote n'a lieu qu'après désinfection des mains avec du gel hydroalcoolique et l'enfilement de gants en plastique, afin de réduire au maximum le risque de contact.

## Conséquences
Fort de sa victoire, le gouvernement sortant devrait pouvoir appliquer son programme librement grâce à sa solide majorité. L'opposition est particulièrement affaiblie par la défaite de deux de ses dirigeants, l'ex-Premier ministre Hwang Kyo-ahn et l'ancien chef de file parlementaire Na Kyung-won ayant échoué à se faire réélire. Le président Moon Jae-in parvient quant à lui à devenir l'un des rares présidents sud-coréens à ne pas connaître de cohabitation au cours de son unique quinquennat.
Dès la fin du mois d'avril, le Parti démocratique entreprend la fusion du Parti des citoyens ensemble en son sein, de même que le Parti du futur uni avec le parti de la Corée future. Le dévoiement de la loi électorale par les deux principaux partis fait l'objet de vives critiques. Celle ci a en effet abouti à une concentration plus importante encore de leurs parts des sièges au détriment des petits partis, à l'inverse du résultat désiré qui était de favoriser la représentation de ces derniers afin de réduire la prépondérance du bipartisme. Les décisions de la commission électorale nationale sont également remises en cause, son interprétation jugée « autoritaire » de la nouvelle loi l'ayant conduite à interdire aux partis ne présentant pas de candidats au scrutin proportionnel de faire de la propagande électorale. En forçant de fait les partis en question à se promouvoir via le temps de parole de leurs candidats dans chaque circonscription, cette interdiction est pointée comme responsable d'un scrutin ayant lourdement manqué d'échanges et de débat quant aux programmes des différentes formations.